# Eerik Haamer
Eerik Haamer (17 de fevereiro de 1908 - 4 de novembro de 1994) foi um pintor estoniano.
Ele é conhecido pelas suas pinturas épicas que retratam a vida das pessoas que vivem à beira-mar, as relações entre o homem e a natureza, ou entre o homem e a sociedade.